# Imaginería

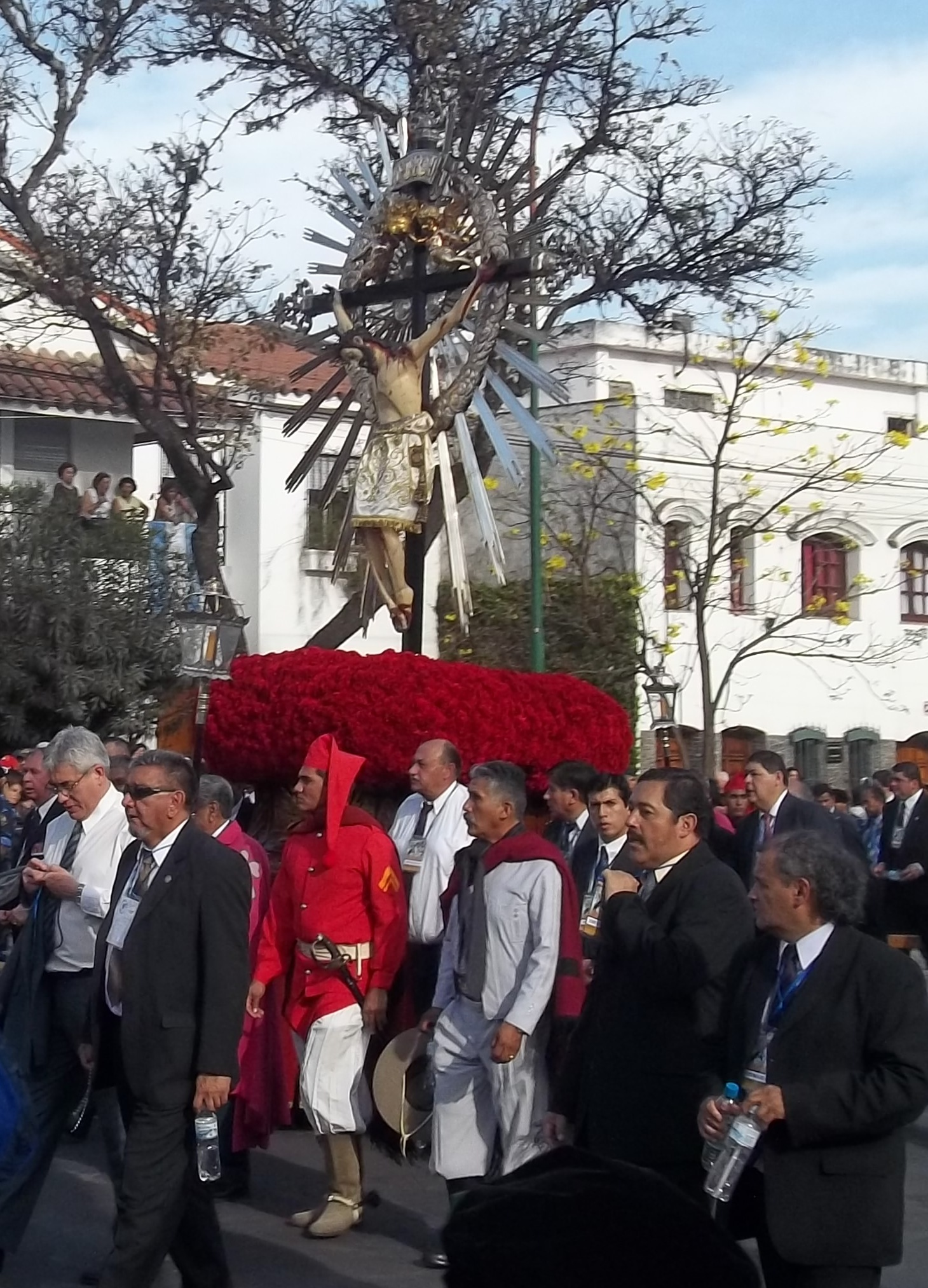
Imagen del Señor del Milagro.

La imaginería es una especialidad del arte de la escultura, a la representación plástica de temas religiosos, por lo común realista y con finalidad devocional, litúrgica, procesional o catequética. Se vincula a la religión católica debido a su carácter icónico, por lo que la encontramos especialmente en países de cultura católica

## Técnica
La técnica más habitual es la talla en madera policromada, que busca el realismo más convincente, a veces mediante vestidos y ropajes auténticos, cabellos postizos, etc. Es menos frecuente el barro cocido, la escayola y aún en menor medida la pasta de papel. Existen incluso talleres que fabrican imágenes de serie.

## Historia
Si bien la representación plástica de los misterios religiosos acompaña al Cristianismo desde sus primeros siglos, será con el arte románico y gótico, desde el siglo XII al XV, donde comience la evolución de la escultura en madera o imaginería, con fin catequético. Hasta el Renacimiento tienen mucha importancia los maestros flamencos y franceses. Sin embargo a partir del Concilio de Trento (1545-1563) la Iglesia católica, en respuesta a la Reforma luterana, decide potenciar las artes plásticas como medio de alcanzar la atención de los fieles, desarrollándose extraordinariamente la imaginería durante el periodo barroco en el área mediterránea, la península ibérica e Iberoamérica.

## Localización
Será en España donde más espectacularmente se desarrolle este tipo de escultura, desde donde se extenderá a toda Hispanoamérica. Tienen mucha importancia los pasos procesionales de Semana Santa y los retablos para las iglesias y catedrales, que cobrarán una importancia espectacular por su número, dimensiones y significación en el Barroco. Las escuelas más importantes en España son:

### Escuela castellana
Valladolid es su centro. Con los precedentes del siglo XVI como el francés Juan de Juni o el palentino Alonso Berruguete, se inicia una escuela tremendamente realista, que continúa Pompeyo Leoni, escultor italiano afincado en la ciudad a las órdenes de Felipe II, cuyas señas de identidad son el realismo, la talla completa, el estofado y la policromía. Dominan las composiciones de muchos personajes, de gran teatralidad, especialmente en los pasos procesionales de Semana Santa.
Ya de lleno en el Barroco, Francisco de Rincón es el que consigue hacer cuajar el nuevo estilo artístico, sobre todo con su paso procesional La elevación de la Cruz, de 1604. Fallecido de forma prematura (pese a lo cual dejó una obra importante), fue maestro de Gregorio Fernández, que dejó una obra extensa a lo largo del primer tercio del siglo XVII, sobre todo en Valladolid. Del taller de este salieron importantes discípulos que se extienden por la mitad de centuria y que difunden su estilo y a los que se les suele agrupar en sentido estricto bajo la denominación de "Escuela Castellana", como Andrés de Solanes, Francisco Fermín, Francisco Díez de Tudanca o Antonio de Riera.
En la segunda mitad del siglo XVII coexisten otros autores como Bernardo del Rincón (nieto de Francisco de Rincón), Juan Antonio de la Peña, Juan de Ávila y Alonso de Rozas y su hijo José de Rozas. El siglo XVIII se inicia con Pedro de Ávila, aunque el máximo exponente es Luis Salvador Carmona. Otro nombre a tener en cuenta es Alejandro Carnicero, que trabajó en Salamanca y Madrid. En el siglo XIX continúa la tradición de los imagineros, más cercana a la artesanía que a la escultura. Es el caso del escultor zamorano, Ramón Álvarez, quien continúa la esencia de la escuela castellana de Gregorio Fernández, realiza grandes obras para las cofradías de la ciudad de Zamora, creando un nuevo estilo en materiales, continuado por sus grandes discípulos. 

### Escuela andaluza

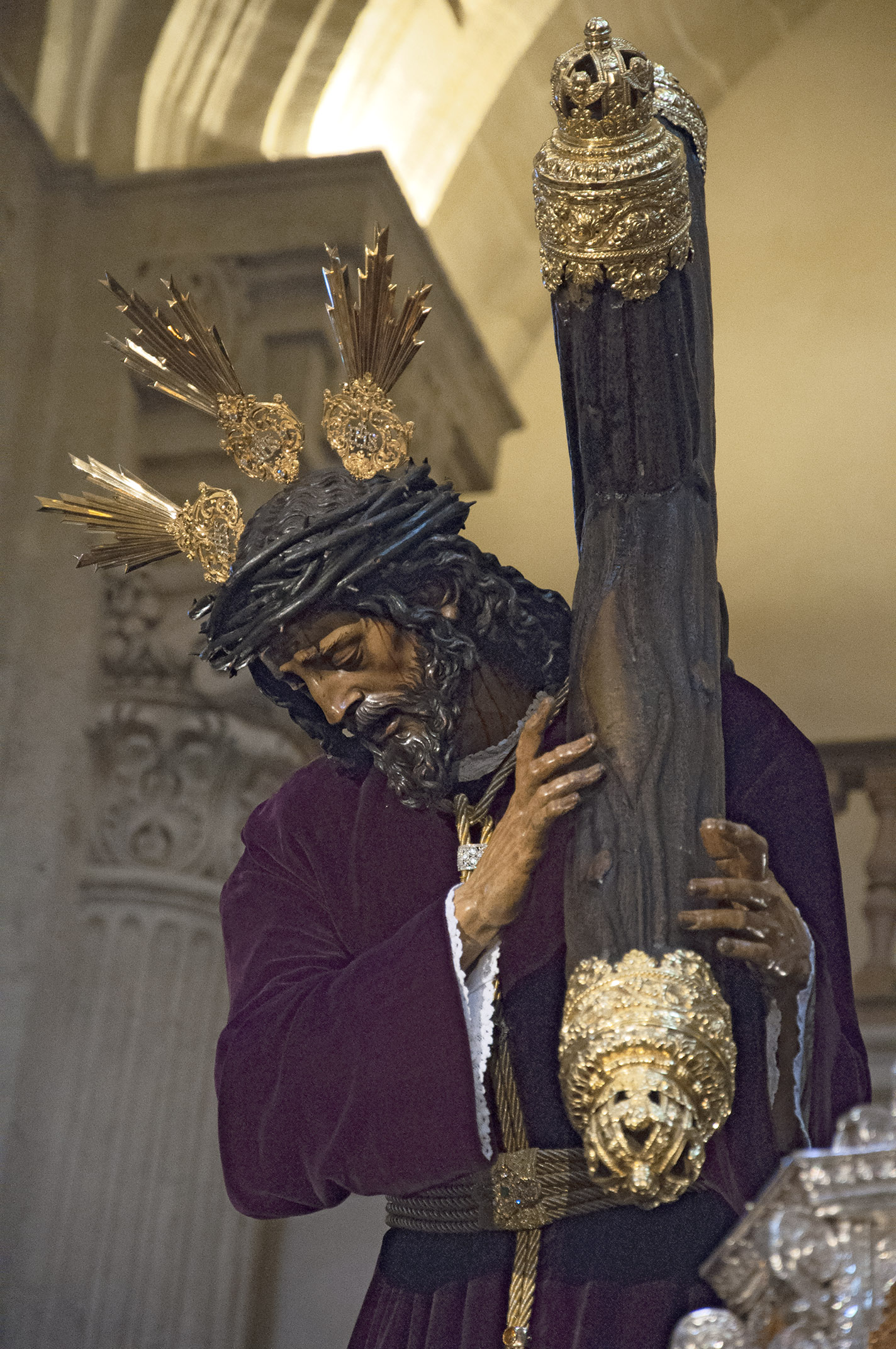
Jesús de la Pasión, obra de Juan Martínez Montañés

En el siglo XVI se afincan en Sevilla un conjunto de escultores tanto extranjeros como nacionales, especialmente relevantes son Isidro de Villoldo, antiguo colaborador de Berruguete, el salmantino Juan Bautista Vázquez el Viejo y sus colaboradores, su hijo Juan Bautista Vázquez el Mozo y el abulense Gaspar Núñez Delgado, entre otros. Este será el germen o precedente de la Escuela sevillana, representada fundamentalmente en el siglo XVII por Juan Martínez Montañés y su discípulo Juan de Mesa, destacando otros autores como los hermanos Felipe de Ribas y Francisco Dionisio de Ribas, así como Pedro Roldán y su hija Luisa Roldán a comienzos del siglo XVIII. 
La Escuela granadina, liderada por Alonso Cano y sus discípulos Pedro de Mena y José de Mora. En Madrid, destacan Salvador Páramo y López y su discípulo y yerno Ángel Zamorano Alcaide con su taller de imaginería y muchas de sus obras que recuerdan a Alonso Cano como el Cristo de Montserrat. Si bien, el taller de Salvador Páramo y su trabajo estaban situados en Madrid, por su estilo continuista en el XIX de los rasgos típicos de la escuela granadina del XVII, se le incluiye en las postrimerías de esta escuela. Páramo fue llamado "el último imaginero" por su arte anacrónico.
La Escuela malagueña. Podría considerarse heredera de la granadina, surgida a raíz de afincarse Pedro de Mena en la ciudad costasoleña, formada por autores como Pedro de Zayas (siglo XVII), el gran imaginero dieciochesco Fernando Ortiz (siglo XVIII), Salvador Gutiérrez de León (siglos XVIII y XIX) y Antonio Gutiérrez de León y Martínez (siglo XIX), y Mateo Gutiérrez Muñiz y Diego Gutiérrez Toro (siglos XVIII y XIX). En el siglo XX hay muchos autores anónimos que formaron parte de esta escuela, pero tres tienen nombres propios: Francisco Palma García, su hijo Francisco Palma Burgos y Juan Vargas Cortés, alumno del anteriormente citado Palma García.
La Escuela cordobesa, representada fundamentalmente por Juan de Mesa, en el siglo XVII, así como Alonso Gómez de Sandoval, y el escultor de Priego de Córdoba, Remigio del Mármol, en el siglo XVIII. 
La Escuela andaluza se caracteriza por la suavidad en el modelado y por el uso de ropas y vestimentas para ornar las imágenes. Los pasos procesionales tienden a la figura exenta y devocional y a la riqueza ornamental.

### Escuela murciana
Comienza a desarrollarse a través de las figuras del estrasburgués Nicolás de Bussy, el marsellés Antonio Duparc y el napolitano Nicolás Salzillo.
A partir de estas tres corrientes se forja en el siglo XVIII la figura de Francisco Salzillo, el gran imaginero del rococó español, y es continuada por su discípulo el imaginero murciano Roque López en los últimos compases del XVIII y principios del XIX. Recoge influencias mediterráneas, especialmente de Italia, a través del arte del belenismo, que se introduce y desarrolla en España en ese siglo a través de Nápoles.
En el siglo XX destacan las figuras de Sánchez Lozano y González Moreno.
Destacan su retablística, sus pasos de Semana Santa y una imaginería de gran calidad y delicadeza tanto en talla como en policromías y dorados.

### Escuela canaria

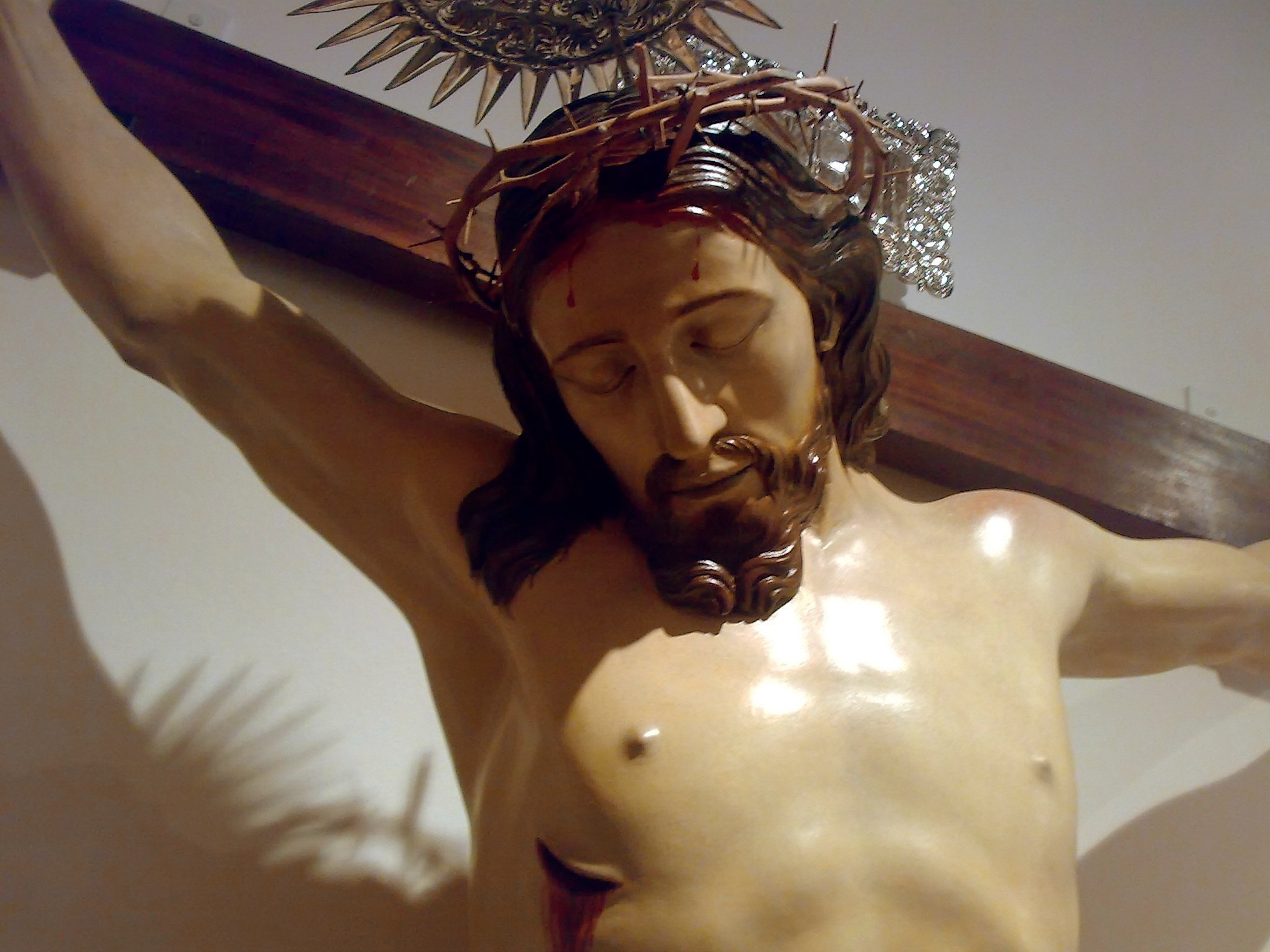
Detalle del semblante de Cristo recién muerto, obra de José Luján Pérez, 1793.

En las Islas Canarias, aunque con anterioridad habían trabajado imagineros destacados, como por ejemplo Lázaro González de Ocampo, se considera que tiene su inicio en el siglo XVII con la llegada a las islas de uno de los discípulos del español Alonso Cano, el también español Martín de Andújar Cantos quien en su taller de la Villa de Garachico forma a sus dos principales discípulos, el gomero Francisco Alonso de la Raya y el garachiquense Blas García Ravelo. En siglos posteriores, surgen figuras de gran importancia dentro de la Historia del Arte en Canarias como Sebastián Fernández Méndez, Manuel Hernández "El Morenito", José Rodríguez de la Oliva o Fernando Estévez.
Se considera a José Luján Pérez como el máximo exponente de la imaginería barroca canaria. Constituye una referencia obligada en el marco de los estudios de la plástica canaria, ya que participa en una etapa trascendental para la evolución del arte en estas islas. Por su parte, el citado escultor tinerfeño Fernando Estévez, es considerado el máximo representante del arte neoclásico en Canarias. Estévez está considerado junto a José Luján Pérez, su maestro, los escultores más importantes del archipiélago canario.

### La imaginería en el sigloXX
Pero en el siglo XX, un puñado de nombres acercan la imaginería a la escultura contemporánea, dándole un nuevo enfoque, alejándose del barroquismo y siguiendo unos cánones neoclásicos, cada uno con su estilo personal. Los valencianos Mariano Benlliure, José Sánchez Lozano, Pío Mollar Franch, José Capuz y Juan Adsuara. La singular y personal obra del andaluz Antonio León Ortega. Los también andaluces, Castillo Lastrucci, Daniel Gutiérrez Ruiz, Francisco Palma Burgos, Luis Ortega Bru, Juan Vega, Ruiz Montes y el cordobés Juan Martínez Cerrillo, germen de la escuela cordobesa. El extremeño Juan de Ávalos. Los castellanos Venancio Blanco, Quintín de la Torre, Luis Marco Pérez, Damián Villar, Francisco González Macías Federico Coullaut-Valera e Hipólito Pérez Calvo, el canario Ezequiel de León Domínguez y el catalán Inocencio Soriano Montagut.

## La imaginería en Hispanoamérica
La imaginería popular ocupa un destacado lugar entre las manifestaciones históricas del arte criollo. No obstante aún quedan actualmente en Hispanoamérica algunos imagineros herederos de una tradición que sembraron los imagineros españoles del siglo XVI.

### Argentina
Desde el punto de vista técnico, imágenes populares argentinas pueden clasificarse en tres grupos: imágenes de talla completa, imágenes de vestir e imágenes de talla y tela encolada. Se incluye en el primero aquellas que, talladas en madera o piedra, no necesiten de ningún aditamento posterior que las complete, como no sea el característico pintado y policromado. Las del segundo grupo son aquellas constituidas por una estructura de madera (candelero), con cabeza, manos y pies tallados en madera o modelados en pasta. El tercer grupo está formado por aquellas imágenes en que la vestidura de tela es reemplazada por paños encolados, los cuales una vez estucados y policromados simulan a la perfección una escultura.
Además de imágenes individuales de Jesucristo, la Virgen María en sus numerosas advocaciones, santos y ángeles tradicionales, realizaron retablos, figuras para pesebres, etc.
Curiosos objetos de culto popular, como San Son, o San la Muerte tienen, en la provincia de Corrientes y otras zonas del nordeste, sus especializados imagineros, en el último caso avezados miniaturistas.

### Costa Rica
La escultura como arte de Costa Rica nació en los talleres de imaginería, siendo sus principales representantes Francisco Taboada, Fernando Jacobo Cruz Paniagua, Mercedes Guillén López, Domingo Ramos, Manuel Rodríguez Cruz, Ramón Ramírez Guillén, Fadrique Gutiérrez, Juan Mora González, José Zamora, Pedro Pérez Molina, Lisímaco Chavarría, José Valerio, Manuel María Zúñiga y Juan Rafael Chacón. De los talleres de Manuel Zúñiga, especialmente, surgieron los más importantes escultores costarricenses del siglo XX, como Francisco Zúñiga, Juan Manuel Sánchez Barrantes, Néstor Zeledón Varela, Néstor Zeledón Guzmán, Juan Rafael Cruz y Ólger Villegas.

### Colombia
En Colombia la imaginería alcanzó gran importancia desde la llegada de los españoles principalmente en ciudades como Popayán, Santa Cruz de Mompox, Tunja, Santa Fe de Antioquía y Pamplona.

#### Popayán
Durante el periodo colonial, por su gran desarrollo económico, Popayán se convierte en la ciudad con mayor imaginería del país [cita requerida] proveniente de escuelas artísticas de España, en su mayoría de Andalucía, Murcia y Sevilla, al igual de países como Francia, Italia y de Ecuador, principalmente de la escuela quiteña.
Se destacan las imágenes que desfilan durante la Semana Santa de Popayán que están hechas en madera policromada en su mayoría de los siglos XVI, XVII y XVIII. La imaginería también se encuentra en los principales altares y retablos de las iglesias de la ciudad.
En los últimos años, y gracias al trabajo de restauración de las imágenes, que va acompañado de un trabajo de recuperación histórica, se ha podido establecer que la gran mayoría de imágenes no son de origen quiteño como se pensó antes, sino que en su mayoría son de origen español, italiano y francés.[cita requerida]
En los últimos años las procesiones se han enriquecido con nueva imaginería, como las réplicas del Santo Ecce Homo de Popayán, el traslado de Cristo al Sepulcro (imagen hecha en Ibarra, Ecuador), inspirado en el Cristo de la Caridad de la Hermandad de Santa Marta de Sevilla (España), del siglo XXI, Cristo del Santo Sepulcro, imagen española de José Lamiel del siglo XX, El Descendimiento (del escultor Alcides Montesdeoca, año 1999), el Señor de la Expiración (imagen española, siglo XX, réplica del Cachorro de la Hermandad del Cachorro de Sevilla, El encuentro de Jesús con las mujeres en la calle de la Amargura (la imagen de Jesús fue elaborada en Ibarra, Ecuador, siglo XXI), Nuestra Señora la Virgen de la Pascua (del escultor Alcides Montesdeoca, año 1996, hecha en Ibarra, Ecuador) y Nuestro Señor Jesucristo Resucitado (del escultor Alcides Montesdeoca, año 1998, hecha en Ibarra, Ecuador) son algunas de las imágenes adquiridas en los últimos años.
Se destacan obras de los escultores Juan Martínez Montañés, Bernardo de Legarda, José Lamiel, Alcides Montesdeoca,  Antonio García, Roque Navarrete, Manuel Chili Caspicara, Pedro Laboria y Sebastián de Usiña.

### Ecuador
En Quito, en tiempos del Virreinato, se desarrolló una escuela escultórica que en el siglo XVIII llegó a ser muy afamada. Sus principales talleres exportaron imágenes desde Colombia hasta a Chile.

### México
En México, la elaboración de esculturas religiosas cobró importancia desde la era novohispana. Las imágenes de cristos, vírgenes y santos, arraigaron profundamente en el culto popular, al grado de que se instituyó, hasta la fecha, mayordomos o encargados de cuidar algunas de esas imágenes en sus casas durante un año y, con la ayuda de familiares y allegados, festejarle su fiesta religiosa en el día establecido por el calendario católico.

## La imaginería en Alemania
Fuera del ámbito hispano existe un conjunto de escultores ligados a la tradición escultórica religiosa de las zonas católicas del sur de Alemania. 

### Escuela de la Antigua Baviera
El autor más conocido es Hans Leinberger, uno de los máximos exponentes del gótico tardío en Centroeuropa, a finales del siglo XV y principios del XVI.

### Escuela de Franconia
Tilman Riemenschneider (1460-1531) es uno de los autores más brillantes de la imaginería francona, su estilo marca la transición del gótico tardío al renacentista en Centroeuropa. 